# Герб Андерлехта

Варіація Герба Андерлехта

Герб Андерлехта був присвоєний брюссельській комуні Андерлехт у 1818 році. Ця нагорода була прийнята Вищою радою дворянства.  Після відокремлення від Бельгії комуні знову було присвоєно герб у 1840 році. 
Герб був офіційно наданий під час Об'єднаного Королівства Нідерландів. Оскільки на той час «Андерлехт» ще не мав офіційного герба, він був нагороджений національними кольорами — синім і золотим. До цієї нагороди не було додано жодного тексту, тому провідним у той час був герб. Муніципалітет використовує цей герб донині.

## Геральдичний опис
У 1818 році герб отримав такий неправильний опис: зелене поле із золотим зображенням Г. Гвідо.  Нині Андерлехт має правильний опис герба, який виглядає наступним чином
У глазурі Святий Гвідо із золота.
На гербі зображено святого Гвідо, покровителя Андерлехта. Сидячи на одному коліні, тримаючи батіг у правій руці, а ліву руку підняв до неба. Позаду святого два лежачі коні і праворуч борона. На блакитному щиті все золото.